# Ivett Gonda
Ivett Gonda (Jászberény, 28 de abril de 1986) es una deportista canadiense de origen húngaro que compitió en taekwondo.
Hasta el año 2012 participó bajo la bandera canadiense obteniendo dos medallas en los Juegos Panamericanos, oro en 2011 y bronce en 2007, y tres medallas en el Campeonato Panamericano de Taekwondo entre los años 2004 y 2010. Desde 2013 participó bajo la nacionalidad húngara consiguiendo una medalla de bronce en el Campeonato Europeo de Taekwondo de 2014.

## Palmarés internacional
| Representando a Canadá  |                                  |                   |           |
| Juegos Panamericanos    |                                  |                   |           |
| Año                     | Lugar                            | Medalla           | Categoría |
| 2007                    | Río de Janeiro (Brasil)          | Medalla de bronce | –49 kg    |
| 2011                    | Guadalajara (México)             | Medalla de oro    | –49 kg    |
| Campeonato Panamericano |                                  |                   |           |
| Año                     | Lugar                            | Medalla           | Categoría |
| 2004                    | Santo Domingo ( Rep. Dominicana) | Medalla de oro    | –47 kg    |
| 2006                    | Buenos Aires (Argentina)         | Medalla de bronce | –51 kg    |
| 2010                    | Monterrey (México)               | Medalla de oro    | –53 kg    |
| Representando a Hungría |                                  |                   |           |
| Campeonato Europeo      |                                  |                   |           |
| Año                     | Lugar                            | Medalla           | Categoría |
| 2014                    | Bakú (Azerbaiyán)                | Medalla de bronce | –49 kg    |